# 死の女神
『死の女神』（しのめがみ）は、千之ナイフによる日本の短編漫画作品、およびその作品集のタイトル。

## 収録作品
1. 魔人形
2. 地獄家族
3. 不死人の里
4. 死の女神
5. 悪夢の教室

## 地獄家族
千之はこの作品の取材のために樹海に行った際、「おどろおどろしい場所を想像していたが、想像と違ったことに驚いていた」とのちに振り返っている。

### あらすじ
親の不仲で自殺を決意し、樹海に来た少女ちづる。首吊りの後や白骨死体を見つけ怖くなり戻ろうとするが戻れなくなり、そうして迷っているうちに夜になった。そこにある一軒家が見えた。その中の住人である一家は彼女を家族として受け入れてくれたが、ちづるから見て“弟”に当たる人物が中年男性のように見えたり、出された肉の味がおかしかったり、与えられたクローゼットの中身がすべて同じセーラー服だったり、さらには家の外に毛皮を着た男がいたりとちづるはたびたび奇妙な場面に直面していった。
翌日住人は家の外にいた男を飼い犬のポチだと話したが、ちづるは納得が行かなかった。そんな中そのポチが逃げてしまい、“母”は憎悪をあらわにする。ちづるがポチの逃げた跡を歩いていると、家庭菜園の花壇に人間の頭蓋骨が並べてあったのを見つけ、さらには家の中で“母”と“祖母”が人間の死体を調理目的で解体しており、外では“父”が自殺者を竹やりの仕掛けてある落とし穴まで追いつめて死なせていた。怖くなったちづるは外へ逃げ出すが、失敗し、ポチ役に回される。
“弟”がちづるに人肉を与えた直後、何者かに刺殺される。彼女の悲鳴を聞いて他の者たちが駆けつける。この“父”は“賊”が来たと言って家から駈け出して行った。ちづるは家に入りたいと言ったが、犬は番をすべきだと“母”に拒絶される。その後、“母”と“祖母”が食事をしていたら、“祖母”が突然苦しみ出した。“母”も苦しみ出したが、彼女は劇薬のビンを見つけて死んだ。
家に入れずにいるちづるの元へ毛皮を着た男が再び現れた。男はかつて弟役だったがポチ役に回されて、そして今度は彼が食肉にされることを話し、かつてその家には自殺者たちが集い、その中でも生き残った者たちが今の家族であることをちづるに話した。
そこへすべてを知った“父”がやってくる。

## 悪夢の教室

### あらすじ
いじめられていたクラスメイト・沙川麻莉を救った矢城は、その沙川からずっと友達でいてねという約束を結ばされる。
しかし沙川を救った後、矢城は靴を傷つけられるという嫌がらせに遭う。その直後、旧校舎から出てくる沙川を見かけた。
沙川に案内された矢城は、立派な屋敷や沙川の飼っている黒い不気味な犬『ブラッド』、そして何と書いてあるかわからない魔術書とぼしき本を見かける。茶を楽しんでいる際、沙川は「ずっと友達でいてね、永遠に」と言った。
その夜、矢城は旧校舎で彼女をいじめた3人が拷問に遭う場面を見てしまい、気が付いたら、矢城は夢を見ていた。その翌日沙川は生物教師に注意され、次の日には実際に腹を切っていた。さらに沙川を注意した図書委員も手足が動かなくなっていた。おかしいと思った、矢城は沙川を説得するが、佐川の儀式のターゲットになってしまった。

## 備考

### 単行本収録
「地獄家族」と「悪夢の教室」は文庫版『カマキリ女』に収録されている。

## 単行本
1998年6月ぶんか社より出版
ISBN 978-4821196807